# Sommieria leucophylla
Sommieria leucophylla är en enhjärtbladig växtart som beskrevs av Odoardo Beccari. Sommieria leucophylla ingår i släktet Sommieria och familjen Arecaceae. Inga underarter finns listade i Catalogue of Life.